# Hiroshi Kawaguchi
Hiroshi Kawaguchi (川口 博史 Kawaguchi Hiroshi?, 12 de abril de 1965-) es un compositor de música de videojuegos y tecladista japonés quien trabaja para Sega. Es uno de los más miembros más antiguos del equipo de sonido de Sega y uno del pocos aún activos en la empresa desde de la década de 1980. Se unió a Sega en 1984 como programador, pero devino compositor el año siguiente.
Es también conocido como Hiro y Hiroshi Miyauchi (宮内 博史), por su apellido de soltero, y ha sido parte tanto de la S.S.T. Band como de la unidad de sonido [H.], la cual dirige.
Trabajó a la par con el diseñador de juegos Yu Suzuki y ha contribuido en la mayoría de las series más conocidas de la empresa, como Space Harrier, Out Run y After Burner, entre muchas otras.

## Trabajos
- Girl's Garden (1984) - programación junto con Yuji Naka[5]
- Hang-On (1985)
- Space Harrier (1985)
- Alex Kidd: The Lost Stars (1986)
- Ghost House (1986)
- Out Run (1986)
- Enduro Racer (1986)
- Fantasy Zone (1986)
- After Burner (1987)
- After Burner II (1987)
- Dynamite Düx (1988)
- Hot Rod (1988) - with N.Y
- Power Drift (1988)
- Turbo Outrun (1989) - con Yasuhiro Takagi
- Sword of Vermilion (1989) - con Yasuhiro Takagi
- G-LOC: Air Battle (1990) - con Yasuhiro Takagi
- GP Rider (1990) - con Takenobu Mitsuyoshi
- Rent-A-Hero (1991)
- Ninja Burai Densetsu (1991)
- OutRunners (1992) - «South America», con Takayuki Nakamura, y «Spain»
- SegaSonic the Hedgehog (1992) - con Keitaro Hanada y Naoki Tokiwa
- Metal Fangs (1993)
- Dragon Ball Z: V.R.V.S. (1994) - con David Leytze y Kentaro Shoda
- Rail Chase The Ride: Eiyuu Fukkatsu Hen (1994)
- Cool Riders (1995)
- Sega Ages: OutRun (1996)
- WaveRunner (1996)
- Sega Touring Car Championship (1996) - con varios otros
- Sega Ages: Fantasy Zone (1997)
- Le Mans 24 (1997) - soporte de sonido
- Virtua Fighter 3tb (1997) - programación de sonido
- Sega Ages: Power Drift (1998)
- Rent A Hero No.1 (2000) - con Kojiro Mikusa y Kayoko Matsushima
- Crackin' DJ (2000) - con varios otros
- Crackin' DJ Part 2 (2001) - con varios otros
- Derby Owners Club Online (2004)
- Sega Ages 2500 Series Vol. 21: SDI & Quartet ~Sega System 16 Collection~ (2005) - teclados
- Sega Rally 2006 (2006) - con varios otros
- OutRun 2006: Coast 2 Coast (2006) - con Fumio Ito
- After Burner Climax (2006)
- OutRun 2 SP (versión para PS2) (2007) - piano
- Sega Ages 2500 Series Vol. 30: Galaxy Force II Special Extended Edition (2007) - productor de sonido, teclado
- Yakuza 3 (2009) - productor de sonido
- Tetris Giant (2009)
- Yakuza 4 (2010) - soporte de sonido
- maimai (2012) - con varios otros
- Gotta Protectors (2014) - con varios otros